# Baikal MCM
MC (tiếng Nga: МЦ, Пистолет Марголина Целевой) thường được biết với tên MCM (МЦМ) (mẫu nâng cấp) là loại súng ngắn bán tự động được Mikhail Margolin thiết kế để sử dụng trong các cuộc thi của Liên đoàn thể thao bắn súng quốc tế trong việc bắn bia khoảng cách 25 m. Súng được bắt tay vào thiết kế năm 1946, bắt đầu sản xuất năm 1948, tiến hành thương mại hóa năm 1952 và ra mắt thị trường quốc tế năm 1954 trong cuộc thi bắn súng quốc tế lần thứ 36. Nó được sử dụng chủ yếu trong thể thao kể cả huấn luyện và thi đấu. Súng có độ chính xác cao với thiết kế rất đơn giản, rẻ và đáng tin. Điểm thú vị là người thiết kế và chế tạo ra nó lại hoàn toàn bị mù, ông chẳng thể nhìn thấy khẩu súng mà mình đang làm vì thế việc thiết kế chỉ dựa vào cảm nhận để tạo ra một khẩu súng được đánh giá cao.

## Thiết kế
MCM sử dụng cơ chế nạp đạn blowback. Nòng súng có một bộ phận chống giật nặng để giữ cân bằng trọng lượng súng khi cầm cũng như khi bắn giúp tăng độ chính xác. Góc tay cầm so với nòng súng là 111 độ giúp việc cầm nhắm bắn dễ dàng hơn mà không cần phải quá gồng tay. Lò xo đẩy khối trượt trở về chỗ cũ nằm phía dưới nòng súng. Súng có một bộ phận giữ búa điểm hỏa ở vị trí nửa lên cò, nó cũng đóng vai trò như bộ phận khóa an toàn khi bật lên sẽ khóa cố định búa điểm hỏa và cò súng. Nút lựa chọn chế độ cho bộ phận này nằm ở phía bên trái súng.
Hệ thống nhắm cơ bản của súng là điểm ruồi điều chỉnh, đây là điểm gây nhiều tranh luận của loại súng này vì nó nó có thể điều chỉnh chiều cao vốn ảnh hưởng đến việc nhắm gây khó khăn cho người không quen nếu đó không phải là súng của xạ thủ vì dù sao thì nhà thiết kế cũng chẳng thể nhìn thấy gì để thiết kế hệ thống nhắm cố định cho thích hợp và nhường việc đó lại cho xạ thủ để họ tự điều chỉnh sao cho thích hợp nhất với mình. Súng sử dụng đạn 5,6×15R (.22 LR) với hộp đạn rời 5 đến 10 viên.

## Biến thể
- Margo: Mẫu có thể dễ dàng cất giấu trong người với nòng ngắn hơn nhưng nó không có đặc điểm nổi bật của loại súng này là bộ phận chống giật và giữ thăng bằng.